# Opération Lam Son 719
Guerre du Viêt Nam
Batailles
L’opération Lam Son 719 (en vietnamien : Chiến dịch Lam Sơn 719 or Chiến dịch đường 9 – Nam Lào) est une offensive conduite dans la partie sud-est du Royaume du Laos par l'Armée de la République du Viêt Nam (ARVN) entre le 8 février et le 25 mars 1971 pendant la guerre du Viêt Nam. Les États-Unis ont fourni un soutien logistique, aérien et d'artillerie mais ne purent fournir un appui terrestre en vertu des règles d'engagement existantes et du droit international, non respecté par ailleurs par le Nord Vietnam. L'objectif de cette offensive limitée est d'empêcher une possible future offensive de l'armée populaire vietnamienne dont le système logistique (la piste Hô Chi Minh reliée au Nord-Viêt Nam) passait par le territoire laotien.
En lançant une telle offensive contre le système logistique des Nord-Vietnamiens et leurs sanctuaires au Laos, les hauts commandements américains et sud-vietnamiens espéraient résoudre plusieurs problèmes urgents. Une victoire rapide au Laos renforcerait le moral et la confiance en l'Armée de la République du Vietnam, qui étaient déjà élevées après le succès de la campagne cambodgienne de 1970. Elle permettrait aussi de prouver que les Sud-Vietnamiens sont capables de défendre leur nation, alors que les États-Unis souhaitaient désengager progressivement leurs troupes du Viêt Nam.
En raison d'une incapacité par les dirigeants politiques et militaires des États-Unis et du Sud-Viêt Nam à faire face aux réalités militaires, et une mauvaise exécution, l'opération Lam Son 719 s'est effondrée face à la résistance habile des Nord-Vietnamiens. La campagne a été un désastre pour l'ARVN, décimant certaines de ses meilleures unités et détruisant la confiance qu'elle s'était construite au cours des trois années précédentes.

## Préparations

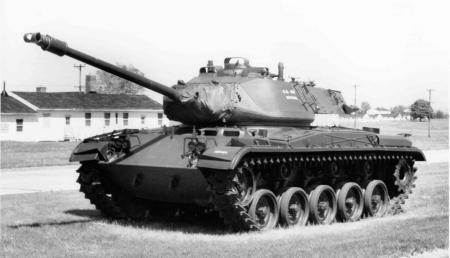
M41 Walker Bulldog, char de combat principal de l'ARVN.

L'objectif initial de Lam Son 719 est de capturer Ban Dong et ses alentours, d'établir des bases d'appui-feu (FSB) et de trouver et détruire l'ennemi. Une fois la première phase de l'opération achevée, la 1re division d'infanterie de l'ARVN et ses unités de soutien doivent avancer sur Tchephone avec les mêmes objectifs. Pour cela, l'ARVN mit au point un plan de diversion pour faire croire aux Nord-Vietnamiens d'une attaque ailleurs. Début février, la 147e brigade de Marines sous le commandement du colonel Hoang Tich Thong est transportée de Da Nang à Dong Ha. L'arrivée d'une brigade du Sud-Vietnam près de la zone démilitarisée créée une impression à Hanoï qu'une agression était sur le point d'être lancée contre son territoire. Lorsque la 147e traverse le fleuve Dong Ha en utilisant des péniches de débarquement dans un exercice amphibie, l'armée nord-vietnamienne réagit promptement en attaquant les Marines sud-vietnamiens. Quelques jours plus tard, la 147e est déployée à Khe Sanh alors que l'ARVN est sur le point de lancer l'opération.

## L'opération

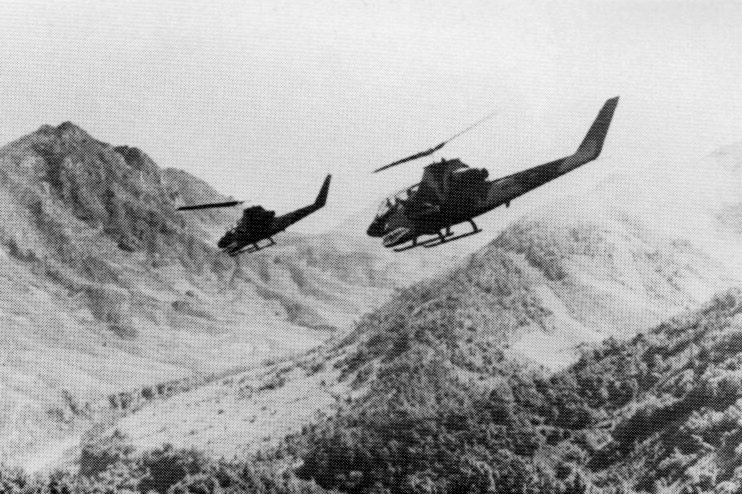
Hélicoptères d'attaque américains AH-1 Cobra au-dessus du Laos, 1971.

Le 8 février, alors que les services de renseignement avaient indiqué que le Nord-Viêt Nam avait placé des unités logistiques permanentes dans la région de Ban Dong, plus spécialement le long de la piste Hô Chi Minh, le président Nguyễn Văn Thiệu donne l'ordre à la 1re brigade aéroportée et à la 1re brigade aéroportée de lancer une attaque sur Ban Dong. À l'origine, elle devait être prise le 9 février mais en raison d'erreurs de calcul, Ban Dong est prise le 12 février et avec l'aide de soldats du génie, des bases d'appui feu (Fire Support Base, FSB) sont mises sur pied par l'ARVN. Initialement, l'ARVN rencontre peu de résistance mais les activités de reconnaissance remarquent un attroupement de forces nord-vietnamiennes dans la région.
Le 18 mars, après avoir infligé de lourdes pertes aux Sud-Vietnamiens sur la colline 723, les forces du Nord-Viet Nam et le Pathet Lao lancent une contre-offensive, soutenus par des blindés. Après des combats acharnés, Ban Dong et ses alentours sont à nouveau encerclés et les FSB 30 et 31 de l'ARVN s'effondrent, du fait du manque de soutien aérien de l'US Air Force s'expliquant par le déploiement de batteries anti-aériennes par les communistes. Le moral de l'ARVN s'effondre et, profitant de la situation critique, les communistes percent les formations défensives sud-vietnamiennes. Après près de trois jours de combats, les Sud-Vietnamiens endurent de lourdes pertes et la 1re brigade de parachutistes est anéantie. Ils entament finalement une retraite désordonnée. La base de Khe Sanh, sous le feu de l'artillerie ennemie, dut par ailleurs être abandonnée le 6 avril.

## Conséquences

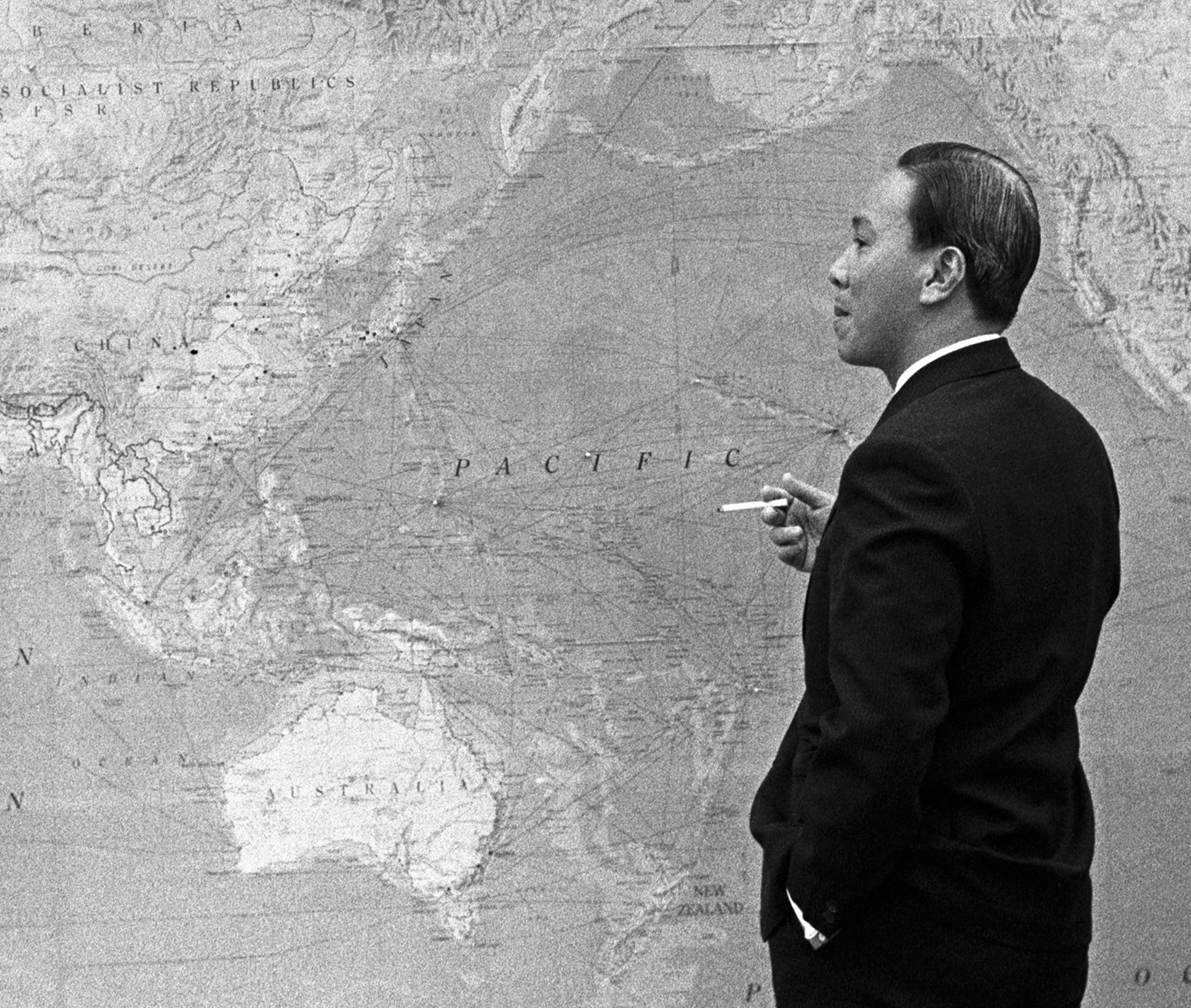
Le président sud-vietnamien Nguyễn Văn Thiệu en 1968.

La campagne s'est avérée être un désastre pour l'ARVN, décimant certaines de ses meilleures unités et détruisant la confiance qu'elle s'était construite au cours des trois années précédentes.
Lors d'un discours télévisé le 7 avril, le président Nixon déclare « ce soir je peux annoncer que la vietnamisation a réussi. » À Dong Ha, au Vietnam du Sud, le président Nguyễn Văn Thiệu s'adresse aux survivants de l'incursion et a affirmé que l'opération au Laos était « la plus grande victoire jamais obtenue auparavant ». Bien que Lam Son 719 ait permis de perturber et de faire reculer les opérations logistiques nord-vietnamiennes dans le sud du Laos, la circulation des camions sur la piste Hô Chi Minh a repris immédiatement et augmenté après la fin de l'opération. Les revendications du commandement américain sont bien moins optimistes : le MACV affirme que 88 chars nord-vietnamiens ont été détruits lors de l'opération, dont 59 grâce à l'appui aérien tactique de l'US Air Force. Il a également bien compris que l'opération montre de graves lacunes dans les capacités de planification, de leadership, de motivation et d'expertise opérationnelle des forces armées du Sud.
Pour les Nord-Vietnamiens, la Route 9 - Victoire au Sud du Laos, a été considérée comme un succès total. L'expansion militaire de la piste Ho Chi Minh à l'ouest, qui avait commencé en 1970, au détriment des forces royales laotiennes, a rapidement accéléré. Les troupes fidèles au royaume du Laos  se retireront par la suite vers le Mékong et une artère logistique de 60 miles de largeur (96,5 km) a été rapidement élargie jusqu'à 90 miles (145 km). Une autre conséquence de l'issue de l'opération est une décision ferme par le Politburo du Parti communiste vietnamien de lancer une invasion conventionnelle majeure du Vietnam du Sud début 1972, ouvrant la voie à l'offensive Nguyễn Huệ, connue en Occident sous le nom d'offensive de Pâques.
Le commandement américain pensait que les forces nord-vietnamiennes qui s'opposeraient à l'incursion seraient décimées par la puissance aérienne américaine, soit sous la forme de frappes aériennes ou par aéromobilité tactique, ce qui donnerait aux troupes de l'ARVN une capacité de manœuvre sur le champ de bataille supérieure. La puissance de feu, comme elle s'est avérée l'être, a été décisive, mais « est allée en faveur de l'ennemi » L'appui aérien a joué un rôle important car il a empêché la défaite de devenir une catastrophe qui aurait pu être si importante au point d'encourager l'armée nord-vietnamienne à avancer dans la province de Quảng Trị.
Le nombre d'hélicoptères détruits ou endommagés lors de l'opération a entraîné une réévaluation de la doctrine aéromobile de l'US Air Force. La 101e division aéroportée seule, par exemple, a perdu 84 aéronefs et 430 endommagés. Les pertes d'hélicoptères US/ARVN combinées s'élèvent à 168 unités détruites et 618 endommagées. Au cours de Lam Son 719, les hélicoptères américains ont effectué plus de 160 000 sorties et 19 aviateurs de l'armée américaine ont été tués, 59 ont été blessés, et 11 ont été portés disparus. Les hélicoptères sud-vietnamiens ont quant à eux effectué 5 500 missions. Des avions tactiques de l'US Air Force ont effectué plus de 8 000 sorties lors de l'incursion et ont largué 20 000 tonnes de bombes et de napalm. Les bombardiers B-52 ont effectué 1 358 sorties et largué 32 000 tonnes de bombe. Sept avions à voilure fixe américains ont été abattus dans le sud du Laos : six de l'Air Force (deux morts/deux disparus) et un de la Navy (un aviateur tué)[réf. nécessaire].
C'est au début de cette opération que meurent les journalistes Larry Burrows, Henri Huet, Kent Potter et Keisaburo Shimamoto, lorsque l'hélicoptère de l'ARVN dans lequel ils ont pris place est abattu au dessus du Laos durant les combats.